# Mały Durny Szczyt
Mały Durny Szczyt (słow. Malý Pyšný štít, niem. Téryspitze, węg. Téry-csúcs) – szczyt o wysokości 2592 m n.p.m. w długiej bocznej grani Wyżniego Baraniego Zwornika w Tatrach Wysokich, pomiędzy Spiską Grzędą (Spišský štít, 2481 m) a Durnym Szczytem (Pyšný štít, 2623 m). Od tego ostatniego oddziela go dwusiodłowa Durna Przełęcz (bliższa Małemu Durnemu Szczytowi jest Maćkowa Przełęcz, za którą tkwi w grani Durna Igła), natomiast między Małym Durnym Szczytem a Spiską Grzędą znajduje się większa liczba obiektów:
- Mała Durna Przełęcz (Malá Lastovičia štrbina),
- Czubata Turnia (Strapatá veža),
- Przełączka pod Czubatą Turnią (Štrbina pod Strapatou vežou),
- Sępia Turnia (Supia veža),
- Sępia Przełączka (Supia štrbina),
- Pięciostawiańska Turnia (Veterný štít),
- Pięciostawiańska Przełączka (Veterná štrbina),
- Juhaska Turnia (Ovčiarska veža),
- Juhaska Przełączka (Ovčiarska lávka),
- Spiska Igła (Spišská ihla),
- Spiska Szczerbina (Spišská štrbina)[2].

W południowo-zachodnim filarze Małego Durnego Szczytu wznosi się wybitny Durny Mnich, od wierzchołka oddzielony Przełączką za Durnym Mnichem.
Wierzchołek góruje nad:
- Doliną Pięciu Stawów Spiskich (kotlina Piatich Spišských plies) – odnoga Doliną Małej Zimnej Wody (Malá Studená dolina),
- Doliną Dziką (Veľká Zmrzlá dolina) – jedno z rozgałęzień Doliny Zielonej Kieżmarskiej (dolina Zeleného plesa), będącej odnogą Doliny Kieżmarskiej (dolina Kežmarskej Bielej vody),
- Miedzianą Kotliną (Medená kotlina) – odgałęzienie Doliny Dzikiej, oddzielone od niej północno-wschodnim filarem Małego Durnego Szczytu[3].

Jego polska i słowacka nazwa nawiązują do pobliskiego Durnego Szczytu. W nazwie niemieckiej i węgierskiej uhonorowany został zdobywca Durnego Szczytu, węgierski taternik Ödön Téry. Jego imieniem nazwane zostało także schronisko w Dolinie Pięciu Stawów Spiskich.

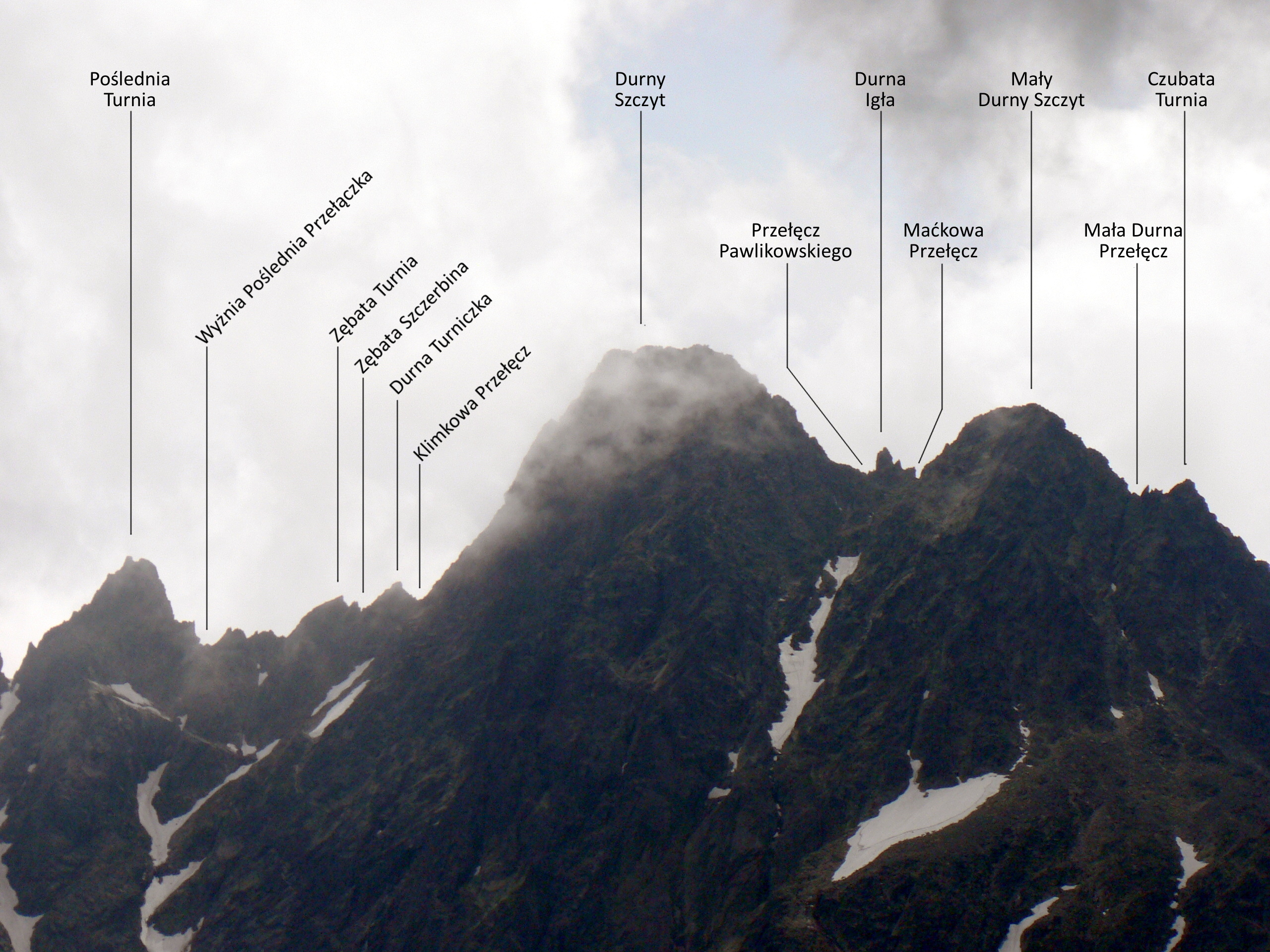

## Historia
Pierwsze wejścia turystyczne:
- Gyula Dőri, 17 lipca 1901 r. – letnie,
- Lajos Károly Horn, Gyula Komarnicki, Roman Komarnicki i Jenő Serényi, 2 stycznia 1910 r. – zimowe[2].